# Charles Joseph Hullmandel
Charles Joseph Hullmandel (Londra, 15 giugno 1789 – Londra, 15 novembre 1850) è stato un litografo britannico.

## Biografia
Personaggio fra i più importanti per l'evoluzione tecnica della litografia britannica del primo Ottocento, Hullmandel era figlio del compositore tedesco Nicolas-Joseph Hüllmandel (Strasburgo, 23 maggio 1756–Londra, 9 dicembre 1823) e della ricca ereditiera francese Camille Aurore Ducazan che, sposatisi a Parigi nel 1797, allo scoppio della Rivoluzione francese fuggirono a Londra dove nacquero appunto Charles Joseph e la sorella Evalina (che seguì poi le orme paterne diventando insegnante di pianoforte e compositrice).
Dopo aver trascorso parecchi anni nell'Europa continentale apprendendo i procedimenti d'incisione là impiegati, lavorò presso il suo studio londinese al numero 51 di Great Marlborough Street dal 1819 fino alla morte producendo migliaia di stampe che portano il suo nome. Inventato solo una ventina d'anni prima in Baviera, il processo litografico (o, come si diceva allora, "la stampa chimica su pietra") stava conoscendo proprio in quel periodo una rapida diffusione insieme con una serie incessante di miglioramenti tecnologici cui Hullmandel diede un indubbio contributo.
Il metodo di riproduzione da lui elaborato consentiva infatti un'ottima resa grafica anche per i colori tenui, permettendo così l'impressione delle varie sfumature espressive e gli esiti della pittura ad acquerello. Gli fu perciò possibile stampare le opere di quella pittura paesaggistica tipica dell'arte romantica, resa particolarmente popolare in Inghilterra da William Turner. Eccezionali in campo artistico, le stampe di Hullmandel furono particolarmente ricercate anche per le opere di storia naturale, geografia e geologia. Il suo saggio del 1824 The art of drawing on stone non fu solo un autorevole e apprezzato manuale in materia, ma anche un'appassionata difesa della nuova "arte" litografica.
Nel 1843 entrò in società con Joseph Fowell Walton (1812 – dopo il 1863), cugino del pittore paesaggistico e incisore W.L. Walton, e da allora le sue stampe furono note con il nome della nuova ditta Hullmandel & Walton.

## Opere
- (EN) Twenty-four views of Italy, Londra, Moser & Harris, 1818.

## Galleria d'immagini

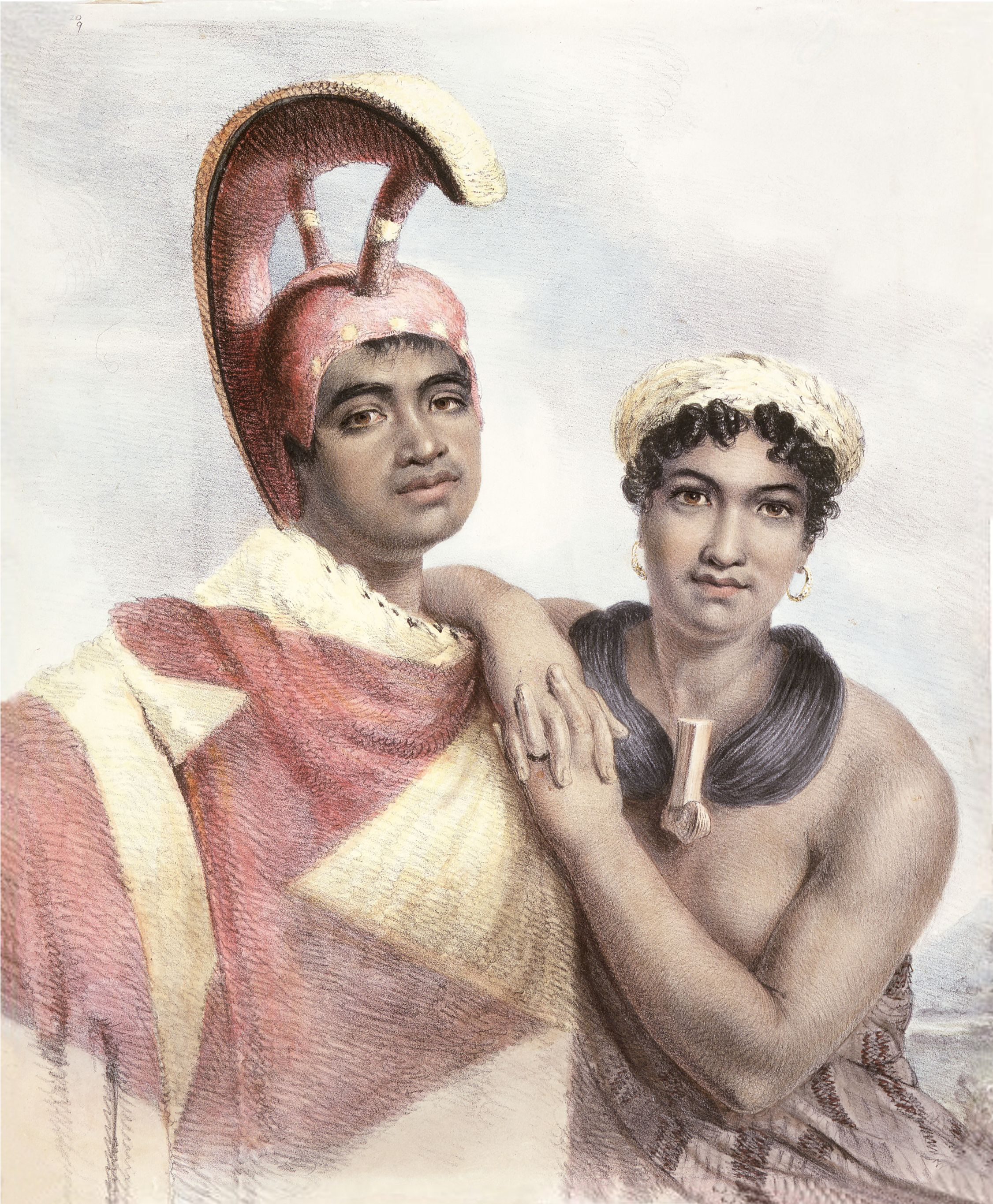
Litografia di Hullmandel del 1824 per un dipinto di John Hayter raffigurante il governatore di Oahu Na Poki e sua moglie Liliha
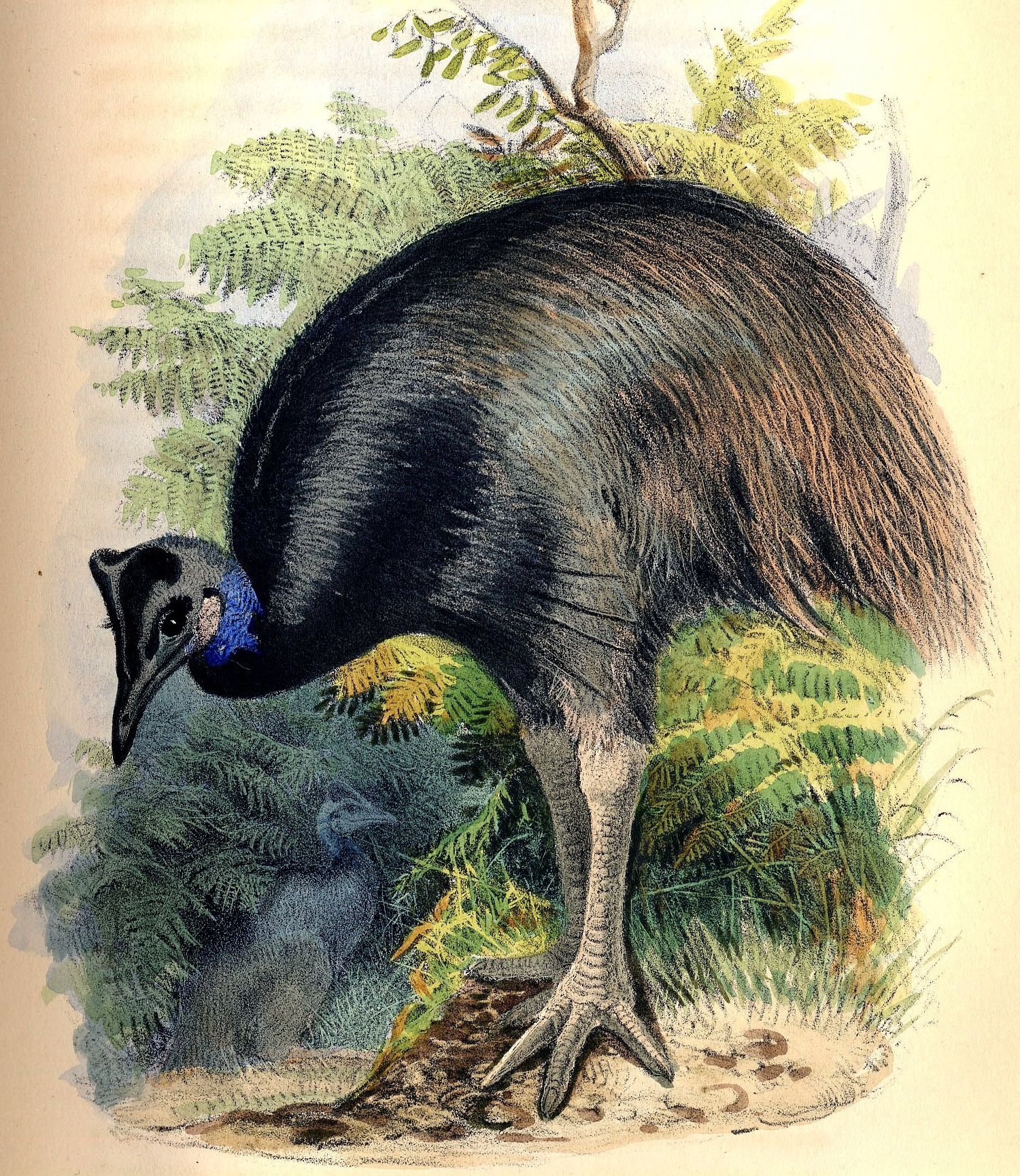
Il casuario di Bennett in un'incisione della ditta Hullmandel & Walton per i Gatherings of a naturalist in Australasia di George Bennett (1860)
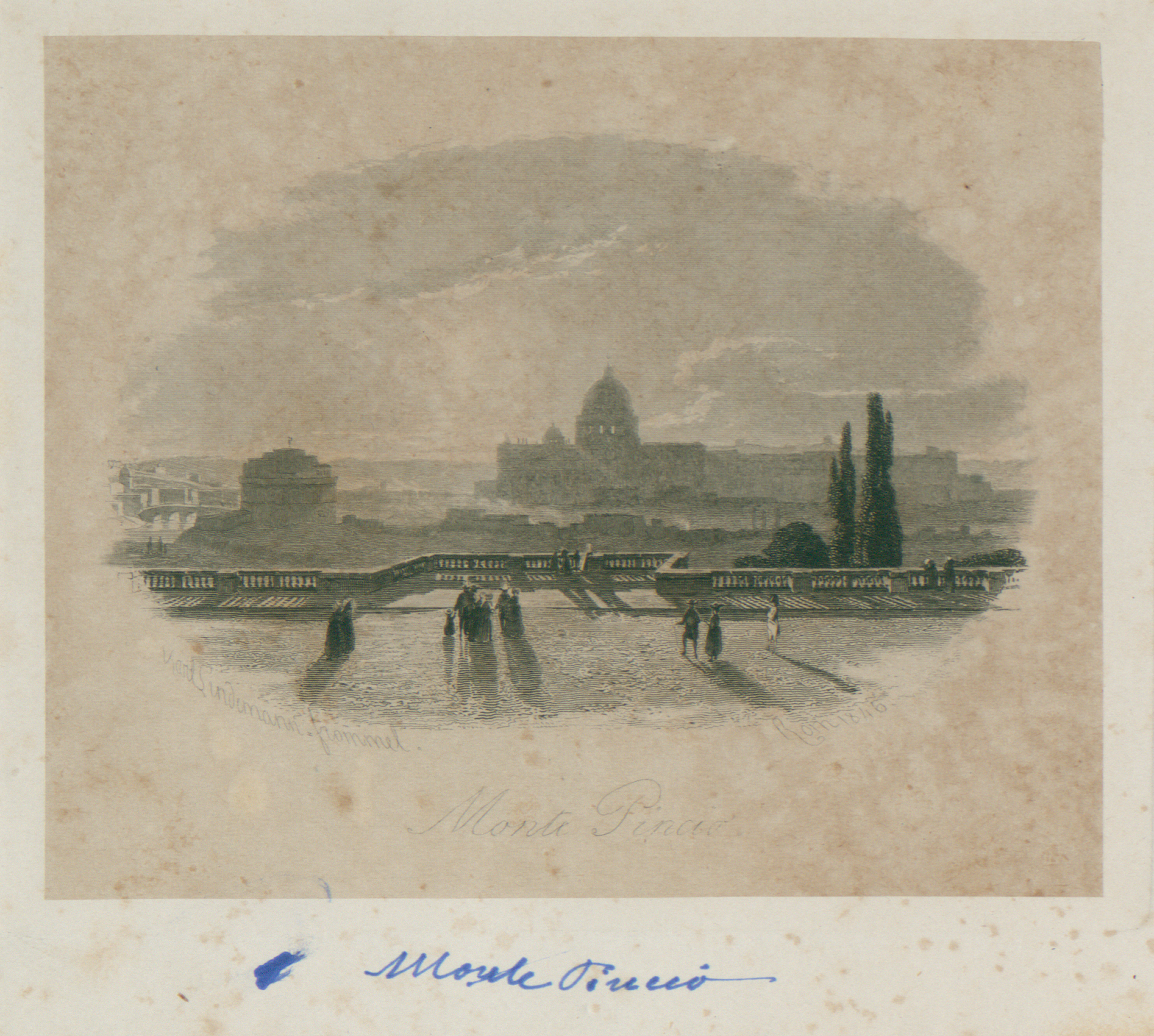
Il monte Pincio in una tavola tratta da Twenty-four views of Italy, 1818
L'Aventino in una tavola tratta da Twenty-four views of Italy, 1818